# Bukovac (Sombor)
Bukovac je salaško naselje. Ono se nalazi jugozapadno od Sombora, a danas od njega odvojen je samo mostom preko Velikog bačkog kanala.

## Istorijat Bukovca
Istorija Bukovca počinje još daleke 1720. kada je on pripojen Somboru kao pustara. Sombor je zvanično priznao Bukovac kao salaško naselje tek 1740. godine. Kroz par godina mnoge porodice su naselile Bukovac i neke od najpoznatijih su Dedić, Karalić, Lazić, Mijić i Čonić. Ovi podaci dostupni su, jer se prvi popis stanovništva u Bukovcu održao 1747. godine. Kasnije, 1760. u Bukovcu počinje prvo podizanje šuma hrastovog žira, dok 1769. godine Bukovac se po prvi put pojavljuje na geografskoj karti. Veruje se da je prva školska nastava u Bukovcu održana 1815. godine. Godina 1950. veoma je bitna za Bukovac, jer je tad u njemu izgrađen prvi Zadružni dom.

## Bukovac danas
Bukovac danas predstavlja jedno od najvećih salaških naselja, u kom postoji fudbalski klub „Omladinac“. U Bukovcu takođe rade vrtić i škola za učenike do 4. razreda. Za Bukovac se kaže da ga ljudi i dan danas veoma rado naseljavaju, jer pored velikih salaških naselja, on je kompletno opremljen sa kanalizacijom i vodovodom. U Bukovcu je takođe izgrađen asfaltni put, a nedavno je čak izgrađen još jedan asfaltni put koji povezuje Bukovac sa Čičovima.